# Horace Trumbauer

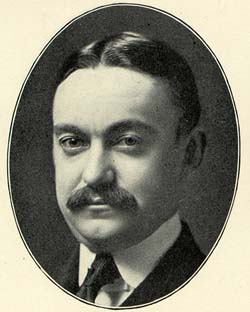
Horace Trumbauer, 1901

Horace Trumbauer (* 28. Dezember 1868 in Philadelphia; † 18. September 1938 ebenda) war ein US-amerikanischer Architekt. Er gründete 1890 ein Architektenbüro in Philadelphia, das bis 1968 bestand. In seiner aktivsten Phase hatte Trumbauer bis zu 30 Angestellte, darunter sein langjähriger Chefdesigner Julian F. Abele, der ab 1938 gemeinsam mit dem Architekten William O. Frank die Firma weiterführte. Trumbauer realisierte insgesamt über 1000 Gebäude nahezu aller Größen und Verwendungszwecke. Er machte sich in seinen Anfangsjahren während des Gilded Age einen Namen mit herrschaftlichen Wohnhäusern für Großindustrielle wie Peter Widener und James Buchanan Duke und weitete sein Tätigkeitsfeld später auf große öffentliche Gebäude, Hotels und Bürogebäude aus. Weiterhin war seine Firma ab Mitte der 1920er Jahre hauptverantwortlich für den Ausbau der Duke University, der sich bis in die 1950er Jahre hinein erstreckte.

## Leben

### Jugend und Ausbildung
Horace Trumbauer war der Sohn von Josiah Blyler und Mary Malvina Trumbauer, geborene Fable. Sein Vater war Kaufmann und Nachfahre deutscher Auswanderer, die Vorfahren seiner Mutter besaßen französische Wurzeln. Horace war das fünfte von sechs Geschwistern – drei Brüder und drei Schwestern – und wuchs nördlich von Philadelphia, in den Vororten Frankford und Jenkintown, auf. Mit 14 verließ er die Schule und fing als Laufbursche im renommierten Architektenbüro G. W. & W. D. Hewitt an. Er stieg später bis zum Bauzeichner auf und absolvierte bis 1890 insgesamt eine siebenjährige Ausbildung bei den Gebrüdern Hewitt. Neben den handwerklichen Fähigkeiten lernte er während dieser Zeit auch die Organisation und Funktionsweise eines großen Architektenbüros.

### Gründung und Hochkonjunktur des eigenen Architektenbüros

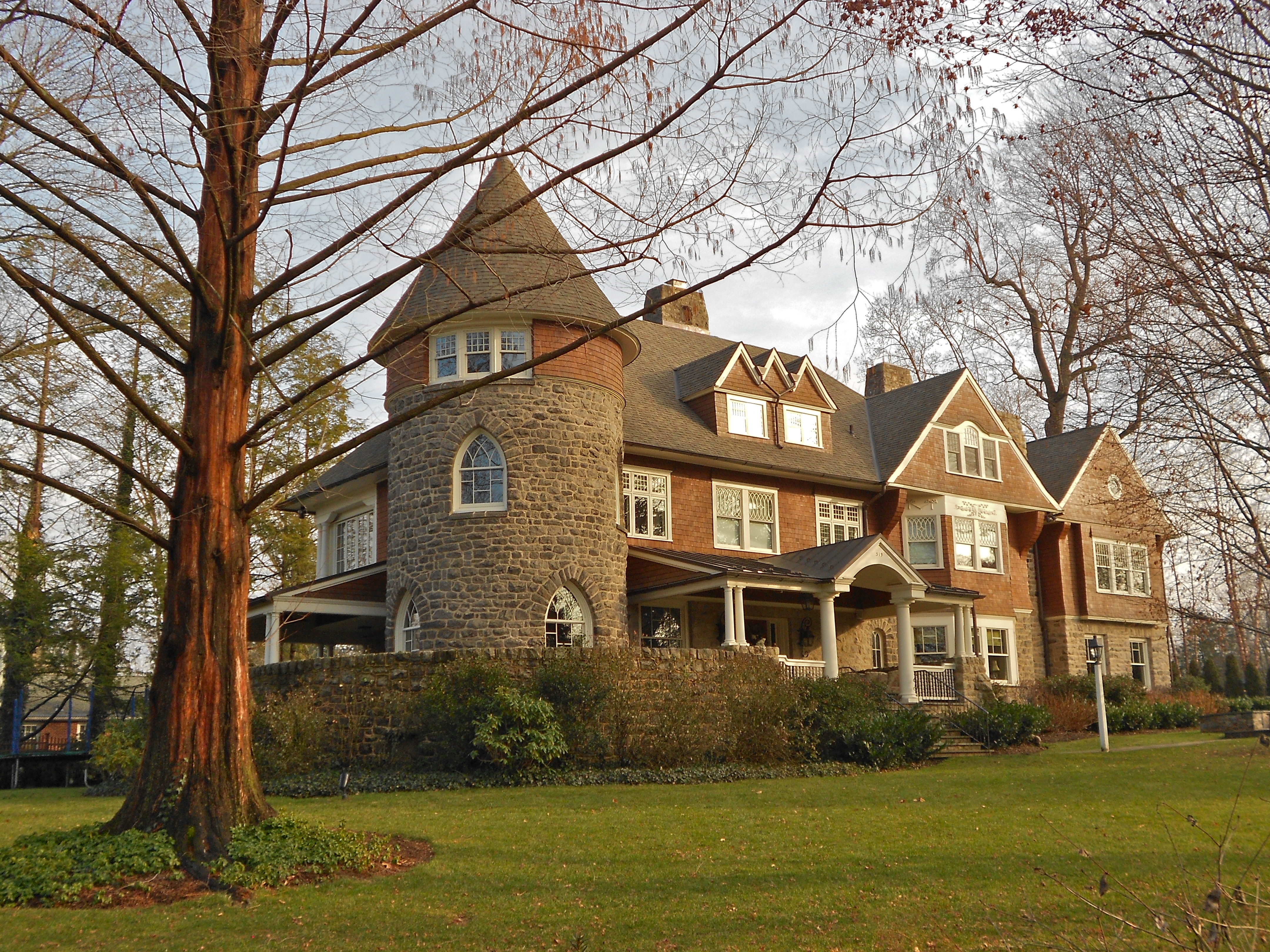
Eines der ersten Häuser aus den Anfangsjahren von Trumbauers Firma, im South Wayne Historic District, Wayne, Pennsylvania

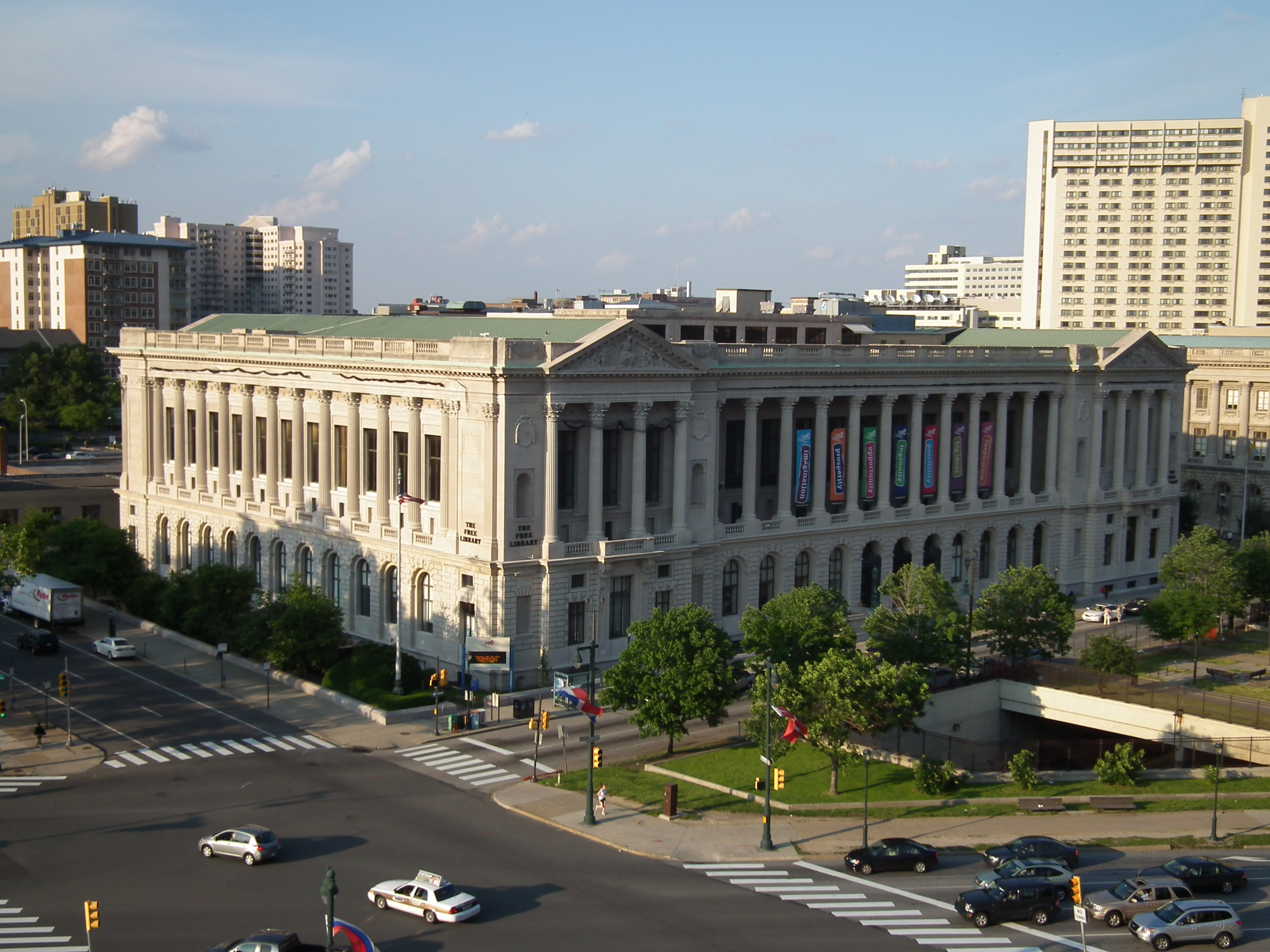
Parkway Central Library, Hauptgebäude der Free Library of Philadelphia, erbaut 1917–1927 (Entwurf von Julian F. Abele)

Mit dem Erreichen seiner Volljährigkeit gründete Trumbauer 1890 sein eigenes Architektenbüro. Erste Arbeiten waren Häuser in Zusammenarbeit mit Wendell & Smith für neu entstehende Wohnsiedlungen für die obere Mittelklasse in der Umgebung von Philadelphia, in Wayne, Germantown und Overbrooks. Sein erstes bedeutendes Projekt, das ihm zu Ansehen und letztendlich zum Durchbruch seiner Firma verhalf, war das 1893–1897 errichtete Grey Towers Castle für den US-amerikanischen Zuckerproduzenten William Welsh Harrison. In der Folgezeit errichtete er weitere Wohnhäuser für wohlhabende Industrielle wie Peter Widener (Lynnewood Hall 1897), Edward Julius Berwind (The Elms 1901), James Buchanan Duke (James B. Duke House 1909) oder Edward T. Stotesbury (Whitemarsh Hall 1916). Eine Vielzahl von Aufträgen folgten später aus diesen ersten Kontakten, speziell von den Familien Peter Wideners und dessen Geschäftspartners William Lukens Elkins.
Trumbauer beschäftigte seit seinen Anfangsjahren mehrere Architekten und hatte in seiner aktivsten Phase bis zu 30 Angestellte. Darunter war unter anderem Frank Seeburger, der fast zwanzig Jahre bis 1909 sein erster Chefdesigner war. Dessen Platz wurde später von dem 1906 eingestellten Julian F. Abele übernommen, dem ersten afroamerikanischen Absolventen der heutigen University of Pennsylvania School of Design, der bis zu seinem Tode 1950 Chefdesigner blieb (Abele war es auch, der die Firma mit dem 1908 eingestellten William O. Frank nach Trumbauers Ableben fortführte). Da zur damaligen Zeit alle Entwürfe nur mit dem Namen des Architektenbüros versehen wurden und nur wenige Dokumente der Firma überdauert haben, ist es heute schwierig, die Arbeiten einzelnen Architekten zuzuordnen. Zu Abeles Zeiten als Chefdesigner wird in der Teamarbeit Trumbauer als treibende Kraft hinter der Firma angesehen, wobei Abele die Gebäude entwarf, die Frank ingenieurstechnisch realisierbar machte. Als Firmenchef entschied Trumbauer aber stets über das endgültige Design und übernahm die Verhandlungen mit den Auftraggebern, was für Abele auf Grund seiner Hautfarbe nur eingeschränkt möglich war.
Mit dem Ende des Ersten Weltkriegs neigte sich auch die Ära der großen prunkvollen Anwesen, deren Errichtung und Unterhalt Unsummen verschlang, ihrem Ende entgegen. Der Schwerpunkt der Arbeiten verschob sich mehr zu öffentlichen Gebäuden, Hotels und Bürogebäuden. Auftraggeber waren auch hier größtenteils die Familien Widener und Elkins. In Philadelphia entstanden unter anderem mehrere Hotels und Bürogebäude, die noch heute das historische Stadtzentrum prägen. Bedeutende öffentliche Gebäude waren die Harry Elkins Widener Memorial Library auf dem Campus der Harvard University in Cambridge (1913–1915) und das heutige Hauptgebäude der Free Library of Philadelphia (Parkway Central Library 1917–1927), zwei Arbeiten, deren Entwürfe heute Abele zugeschrieben werden.
Trumbauers guter Ruf sorgte Mitte der 1920er Jahre für den Großauftrag von James B. Duke zum Ausbau des Trinity College in Durham, North Carolina zur Duke University. Duke war sehr angetan von Trumbauers Arbeit und besaß mit dem James B. Duke House schon eine von Abele entworfene Stadtvilla in New York City. Geplant war ein Ausbau des Ost-Campus im georgianischen und der Neubau des West-Campus im neogotischen Stil. Die Fertigstellung des Projektes erstreckte sich über Trumbauers Tod hinaus bis in die 1950er Jahre.

### Weltwirtschaftskrise und Tod
Mit dem Einsetzen der Weltwirtschaftskrise reduzierten sich auch die Aufträge für Trumbauers Firma, die Nachfrage nach Privathäusern und Bürogebäuden von seiner einst wohlhabenden Klientel erlosch. Das Architektenbüro entwarf Anfang der 1930er Jahre mit Rose Terrace (1930–1934) in der Nähe von Detroit für Anna Thompson Dodge, die Witwe von Horace Elgin Dodge, den letzten großen Wohnsitz und 1932 mit der Wildenstein Gallery in New York City das letzte Bürogebäude. Auf Grund des Großauftrages der Duke University waren die Auswirkungen im Vergleich zu anderen großen Architektenbüros zwar geringer, aber die Firma bestand Mitte der 1930er Jahre hauptsächlich nur noch aus Trumbauer, Abele und Frank. Dies generierte für Trumbauer zunehmend mehr Freizeit, die er zur Recherche seiner Vorfahren nutzte, aber auch zu einer Verstärkung seines Alkoholkonsums führte. Am 18. September 1938 verstarb Horace Trumbauer im Alter von 69 Jahren an den Folgen einer Leberzirrhose. Er wurde auf dem West Laurel Hill Cemetery in Bala Cynwyd beigesetzt.
Julian F. Abele und William O. Frank führten die Firma unter dem Namen The Office of Horace Trumbauer weiter. Nachdem Abele 1950 verstorben war, übernahm Franks Sohn Edward die Designabteilung und das Architektenbüro bestand noch bis zu William O. Franks Tod 1968. Unter anderem wurden noch zwei Gebäude zur finalen Fertigstellung des Ausbaus der Duke University realisiert.

### Familie
Im Alter von 34 Jahren heiratete Trumbauer am 25. April 1903 die acht Jahre ältere Sara Thomson Smith (geb. Williams), die aus erster Ehe mit Charles Comly Smith eine 16-jährige Tochter, Agnes Helena Smith, hatte. Die Trumbauers lebten in Wynnefield, West-Philadelphia und Horace hatte für seine Frau und Stieftochter einen Sommersitz in Maine errichten lassen, den er aber selten besuchte. Er unterstützte zu Lebzeiten finanziell stark seine Geschwister und deren Nachkommen sowie seine Stieftochter und deren Tochter. Nach seinem Tod hinterließ er dadurch kein großes Vermögen, was auch zu einer Untersuchung wegen möglicher Steuerumgehung führte, die aber nichts nachweisen konnte.

## Werk
Trumbauer realisierte über 1000 Gebäude nahezu aller Größen und Verwendungszwecke, hauptsächlich in Philadelphia und Umgebung, aber auch darüber hinaus bis Maine, Florida und Colorado. Obwohl nie festgelegt auf einen speziellen architektonischem Stil, waren seine Bauwerke einerseits geprägt von seiner Vorliebe für die französische Beaux-Arts-Architektur, aber er meisterte auch den von seinen Auftraggebern bevorzugten englischen Historismus, wie die Georgianische Architektur.

### Private Wohnhäuser
Über die Jahrhundertwende perfektionierte Trumbauer zum Ende des Gilded Age die Ausführung von prachtvollen Villen für die wohlhabenden Industriellen jener Zeit. Über 100 Wohnhäuser und ganze Anwesen wurden von seiner Firma entworfen und verwirklicht, die geprägt waren von der detailgetreuen Reproduktion der historischen Proportionen und Designelemente. Kritiker sahen darin aber auch einen Stil, der wenig innovativ und experimentell war.
Zu seinen bekanntesten Werken gehört Grey Towers Castle, ein dem englischen Alnwick Castle nachempfundener Prachtbau mit 40 Zimmern auf drei Etagen, errichtet 1893–1897 für William Welsh Harrison, sowie das für Peter Widener 1897–1900 errichtete Lynnewood Hall, eine gigantische Villa mit 110 Zimmern in Elkins Park, Pennsylvania. Für Widners Geschäftspartner William Lukens Elkins entwarf er 1896 Chelten House und 1898 Elstowe Manor für das Elkins Estate, ebenfalls in Elkins Park. In Newport, Rhode Island errichtete er zudem die Sommersitze The Elms (1899–1901) von Edward Julius Berwind und Miramar (1913–1915) von George Dunton Widener.

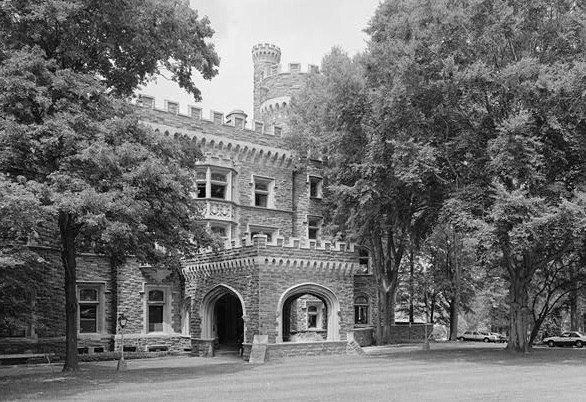
Grey Towers Castle von William Welsh Harrison, Glenside, Pennsylvania (1893–1897).
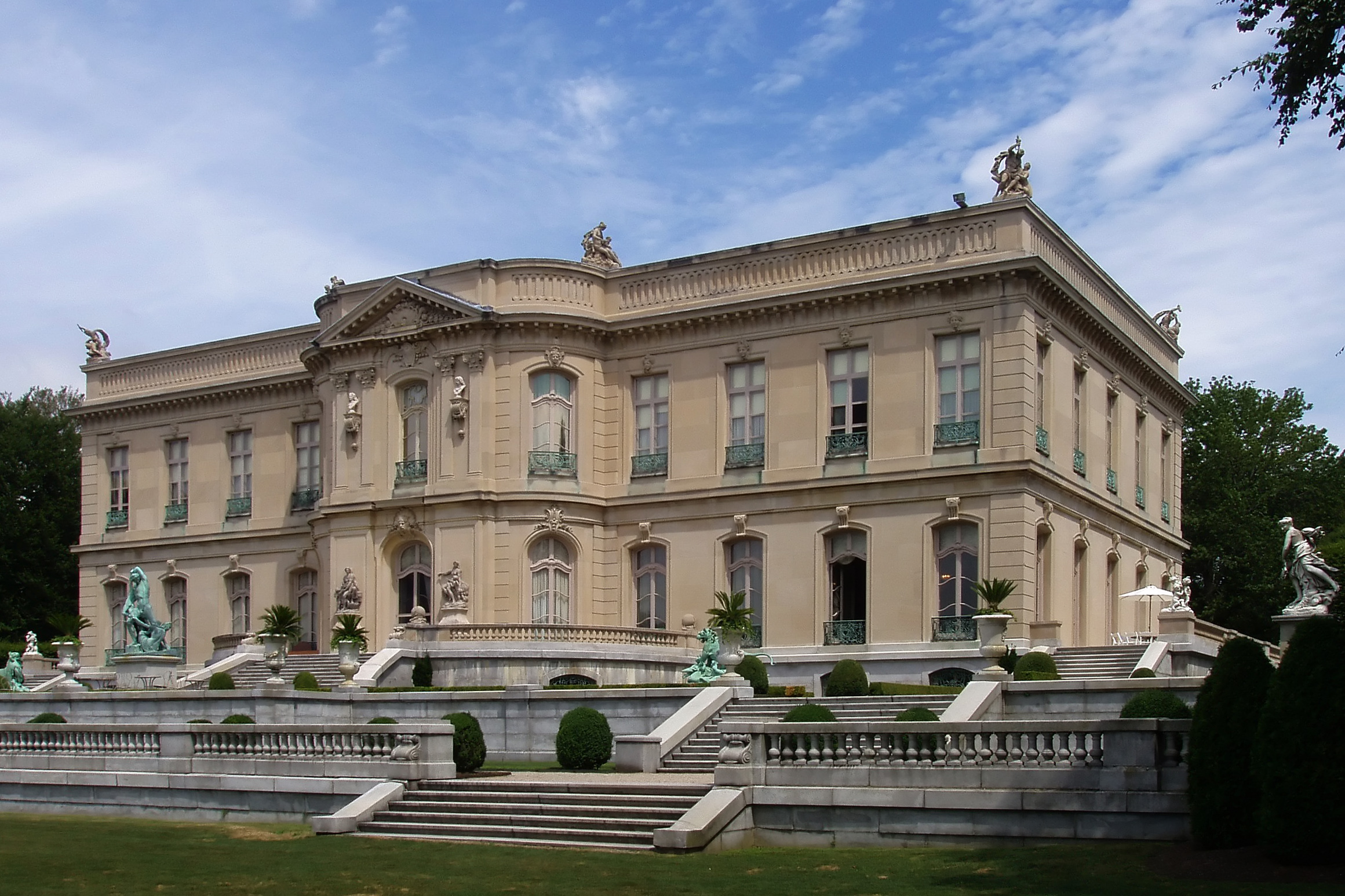
The Elms von Edward Julius Berwind, Newport, Rhode Island (1899–1901).
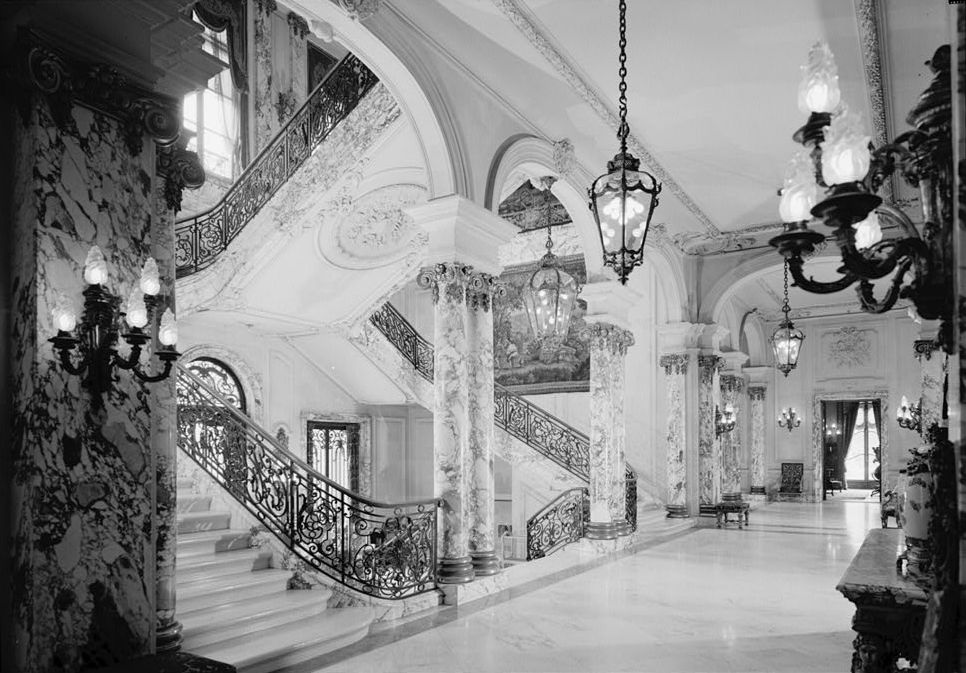
Innenansicht von The Elms.
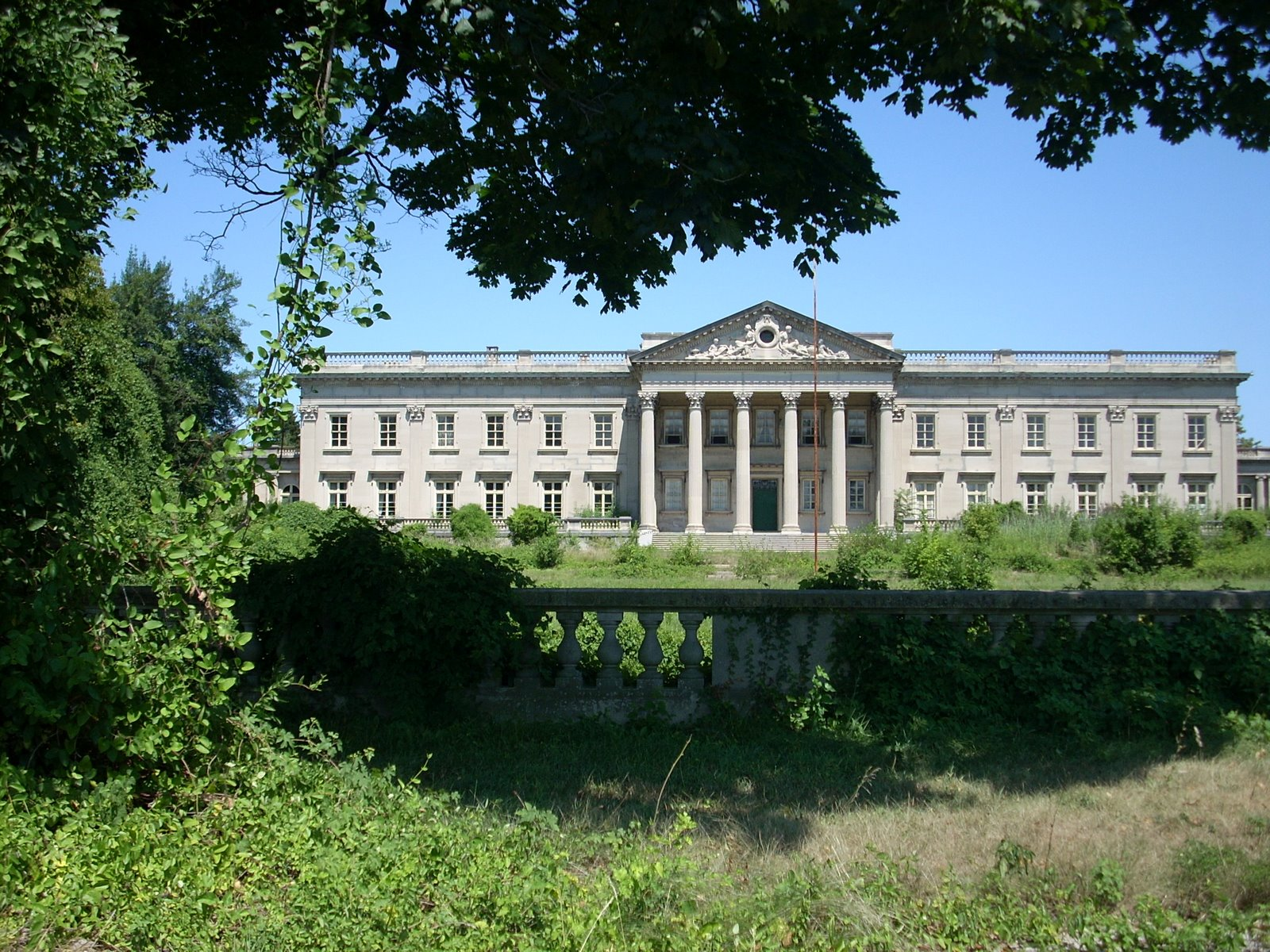
Lynnewood Hall von Peter Widener in Elkins Park, Pennsylvania (1897–1900).

### Öffentliche Gebäude, Hotels und Bürogebäude

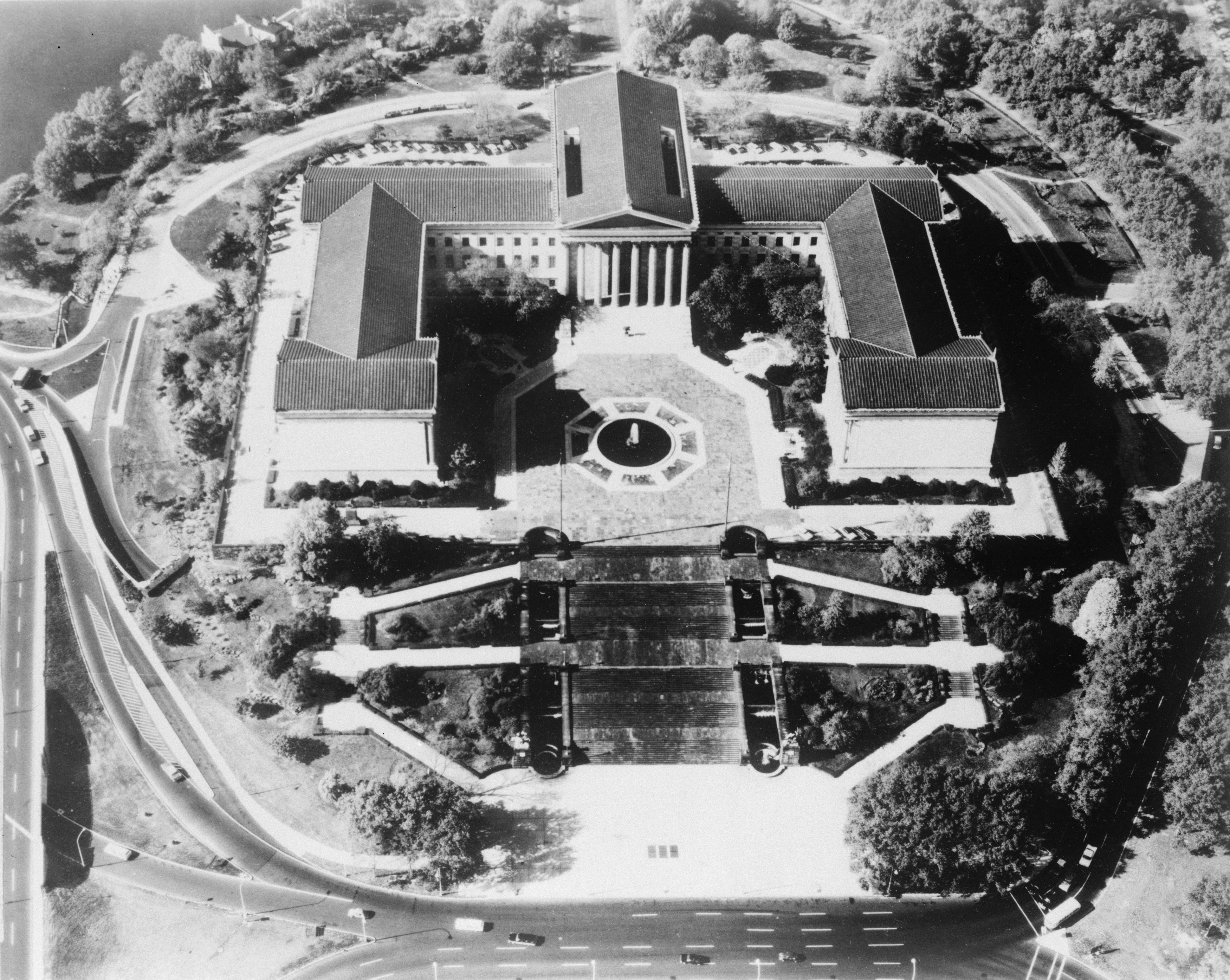
Luftaufnahme von 1966 des Philadelphia Museum of Art. Das Gebäude entstand in Zusammenarbeit mit Zantzinger, Borie & Medary 1919–1928.

Durch den wachsenden Ruf von Trumbauers Architektenbüro und den geknüpften Kontakten zu einflussreichen Großindustriellen, speziell zu den Familien Widener und Elkins, erhielt die Firma zunehmend auch Großaufträge für öffentliche Gebäude, Hotels und Bürogebäude, auf die sich der Schwerpunkt der Arbeit zunehmend verlagerte. Neben der erwähnten Widener Library und der Parkway Central Library wurde unter anderem in Zusammenarbeit mit Zantzinger, Borie and Medary das Philadelphia Museum of Art zwischen 1919 und 1928 errichtet. Weiterhin prägte Trumbauer das Stadtzentrum Philadelphias mit mehr als 40 Hotels, Apartment- und Bürogebäuden. In Zusammenarbeit mit Daniel Burnham entstand 1902 das Land Title Building. Weitere Hochhäuser waren das Ritz-Carlton Hotel und das Widener Building (1911) sowie das Benjamin Franklin Hotel und das Public Ledger Building der gleichnamigen Zeitung (1924); zwei Gebäude, die Vorgängerbauten von John McArthur, Jr. ersetzten, dem Architekten der berühmten Philadelphia City Hall. Zu den kleineren Gebäuden zählt unter anderem das Beneficial Savings Fund Society Building (1916) und die Erweiterung der Union League of Philadelphia im Beaux-Arts-Stil (1909–1911).

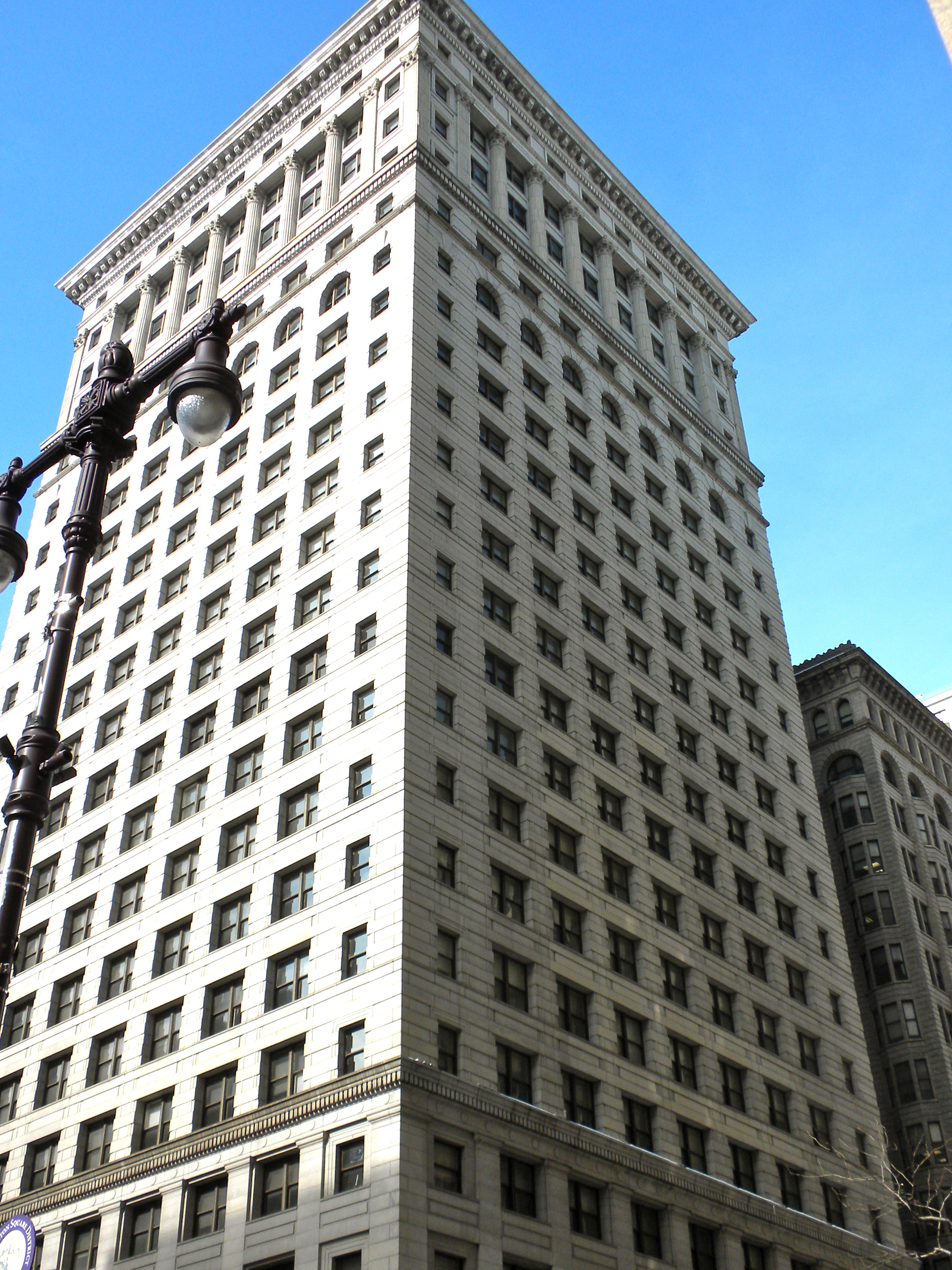
Das Land Title Building in Philadelphia (1902).
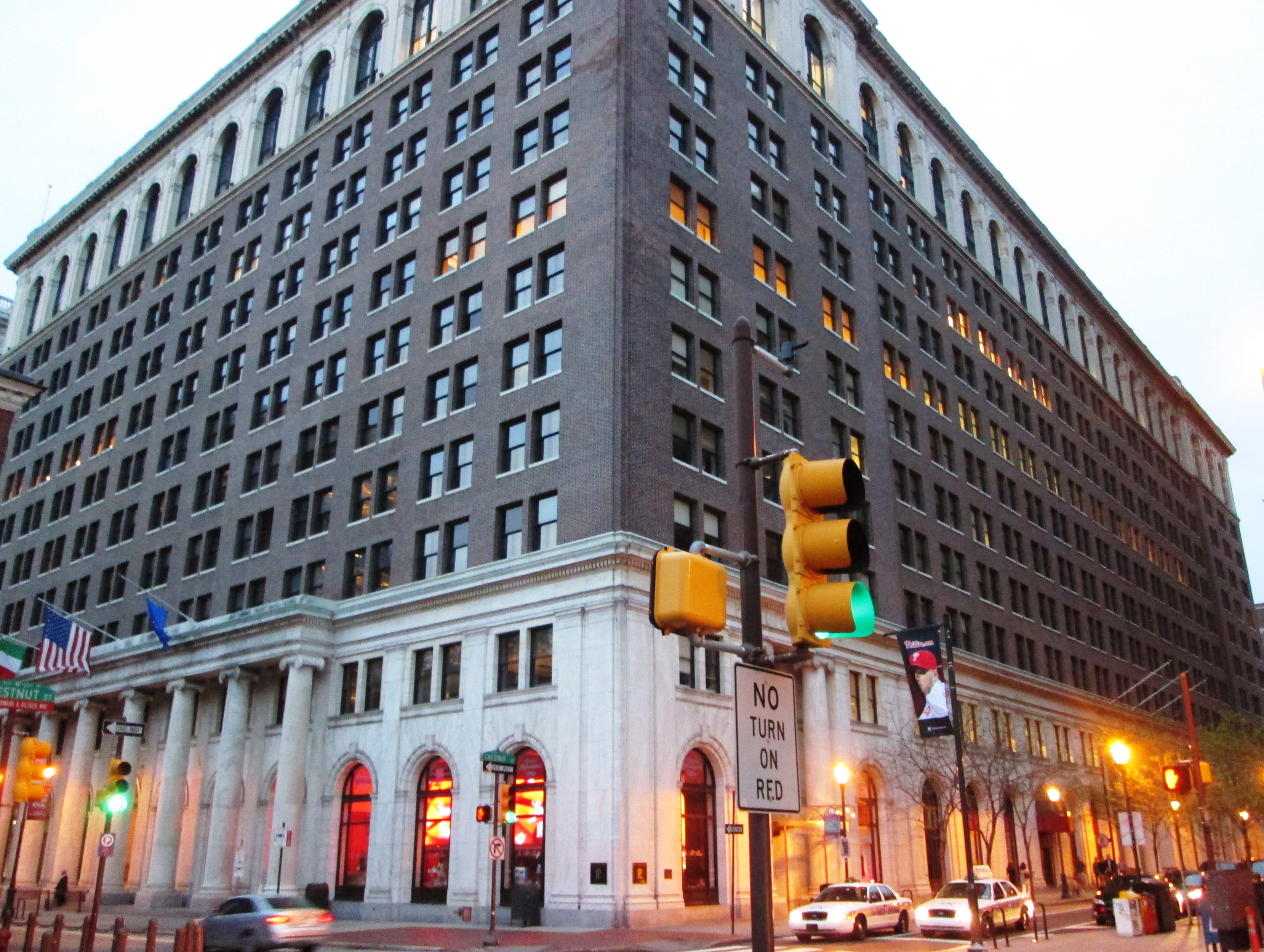
Das Public Ledger Building der gleichnamigen Zeitung in Philadelphia, erbaut 1924.
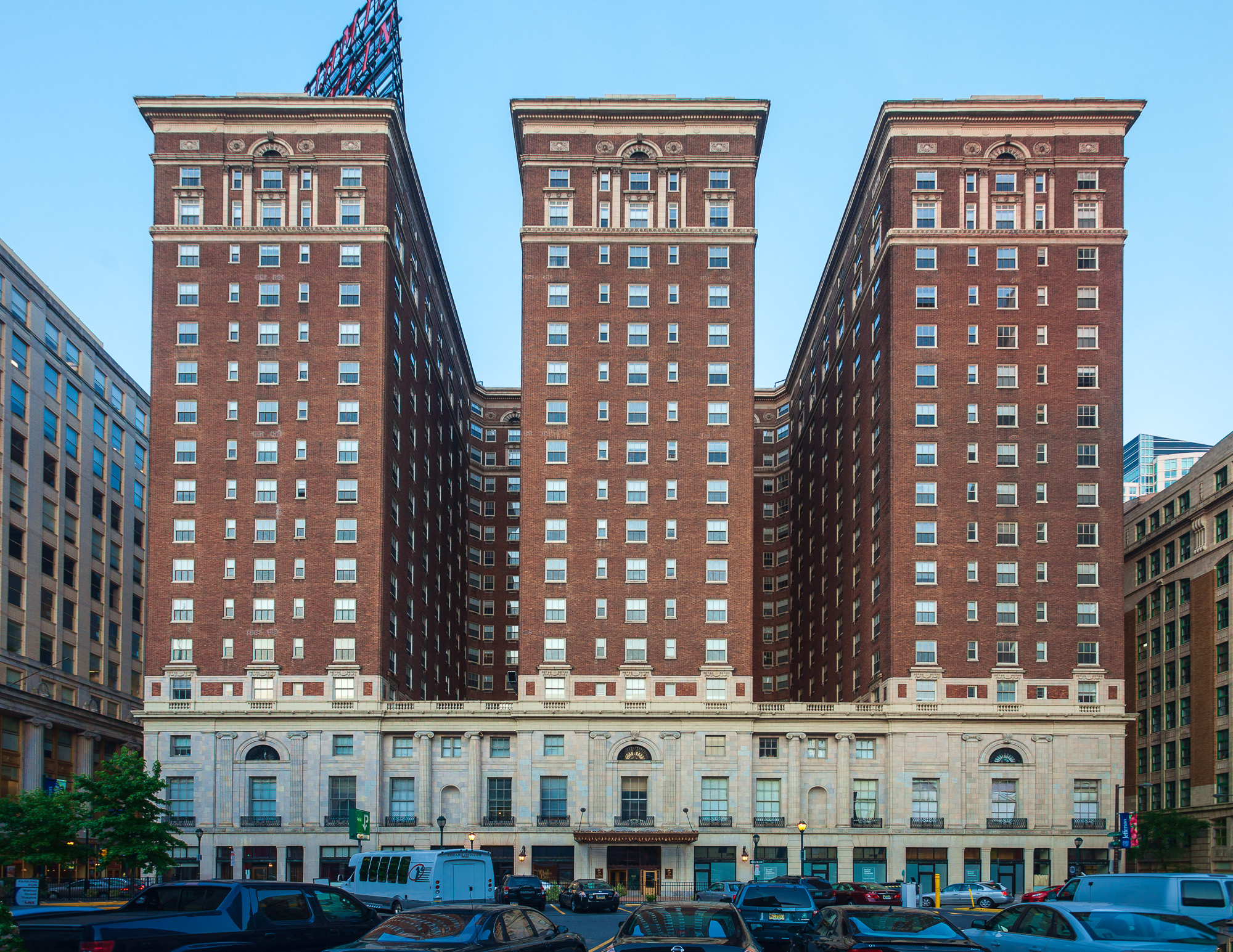
Das ehemalige Benjamin Franklin Hotel in Philadelphia (1924).
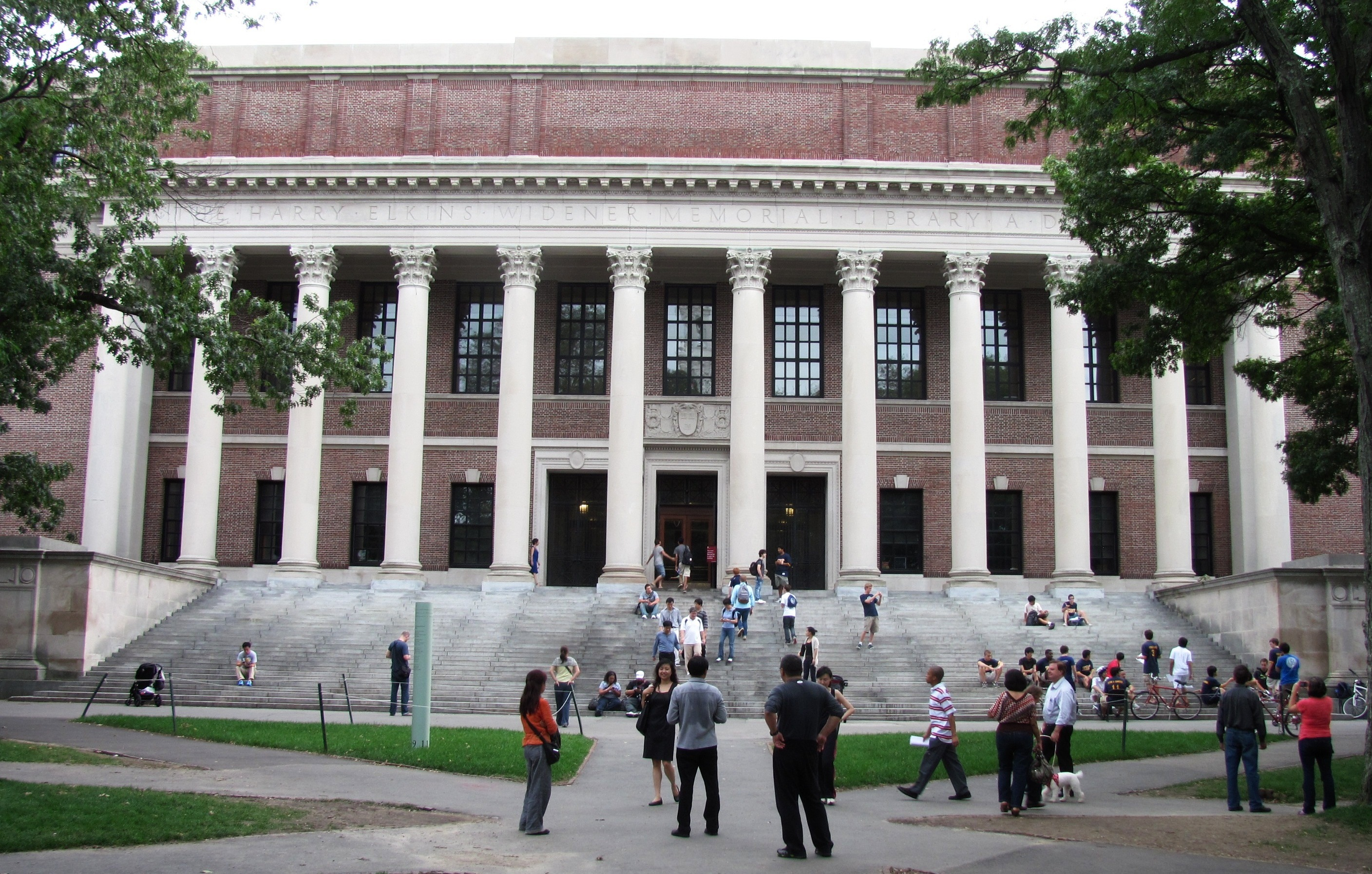
Widener Library auf dem Campus der Harvard University in Cambridge (1913–1915).

### Duke University
Mitte der 1920er Jahre engagierte James Buchanan Duke, Gründer des Tabakkonzerns American Tobacco, das Architektenbüro für den großangelegten Ausbau der Duke University, was Trumbauers größter Auftrag wurde und sich fast über 30 Jahre erstreckte. Das ehemalige Trinity College in Durham, North Carolina wurde mit der finanziellen Unterstützung von Washington Duke seit den 1890er Jahren in Durham aufgebaut. Maßgeblicher Architekt zwischen 1895 und 1925 war C. C. Hook, dessen Gebäude heute den Anfang des Ost-Campus bilden. James B. Duke setzte die Tradition seines Vaters fort und ermöglichte mit der Einrichtung einer Stiftung 1924 die Errichtung der zu Ehren der Familie nach ihr benannten Universität. Geplant war der Aufbau zweier getrennter Campus für Frauen und Männer, die in dieser Aufteilung bis 1972 genutzt wurden. Trumbauers Architektenbüro errichtete insgesamt über 50 Gebäude, wobei mehrere erst nach dem Ableben des Firmengründers unter der Fortführung von Julian F. Abele – die beiden letzten erst nach Abeles Tod 1950 – fertiggestellt wurden.

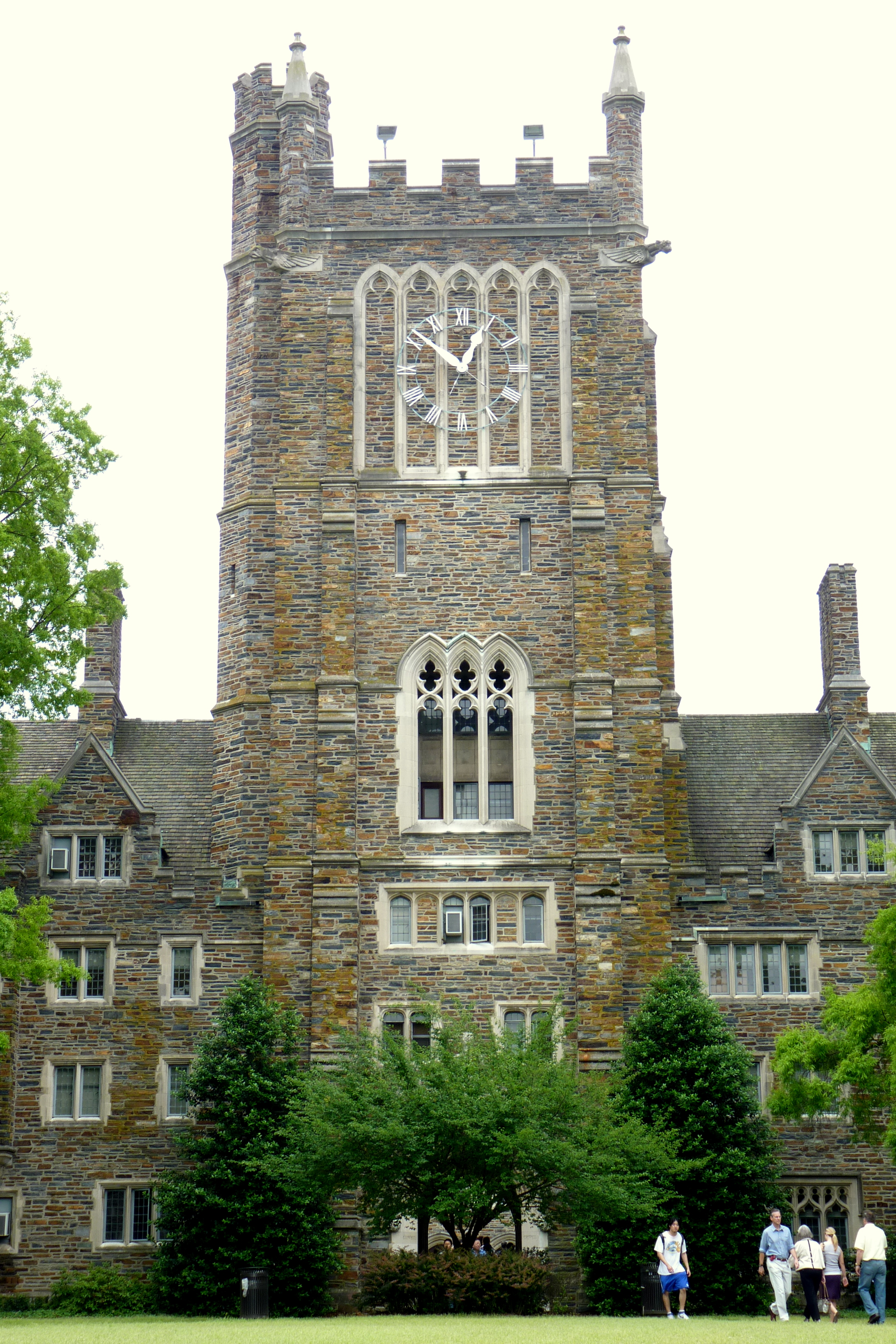
Als Vorbild für den Crowell Tower (1930) auf dem West-Campus der Duke University diente die Kirche von St Buryan in Cornwall. Deutlich erkennbar sind die vielen verschiedenen Farbtöne des verwendeten Vulkangesteins aus Hillsborough, North Carolina.

Der bestehende Gebäudekomplex wurde im georgianischen Stil zum Ost-Campus für Frauen ausgebaut. Trumbauer errichtete hier zehn Gebäude aus roten Ziegeln mit Verzierungen aus weißem Marmor, wobei die symmetrische Anordnung der vorhandenen vier Gebäude von C. C. Hook fortgeführt und ein offenes Rechteck entstand, mit je sieben spiegelbildlichen Gebäuden entlang der Nord-Süd-Achse, das nördlich vom Baldwin Auditorium, einer Rotunde, abgeschlossen wurde.

Ost-Campus der Duke University
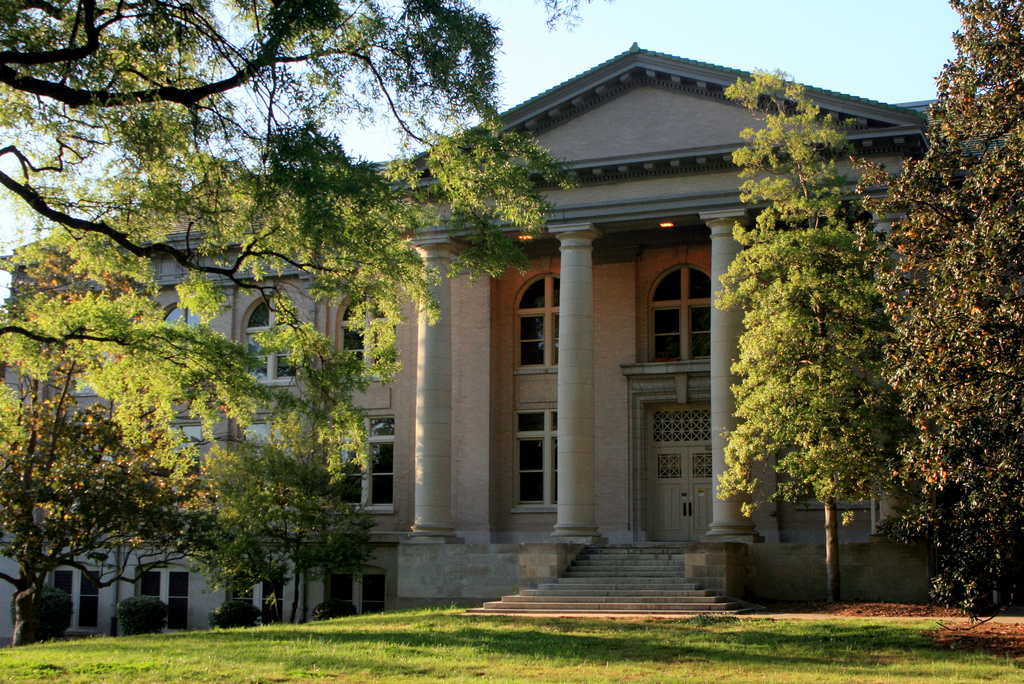
West Duke Building (C. C. Hook 1911–1912).
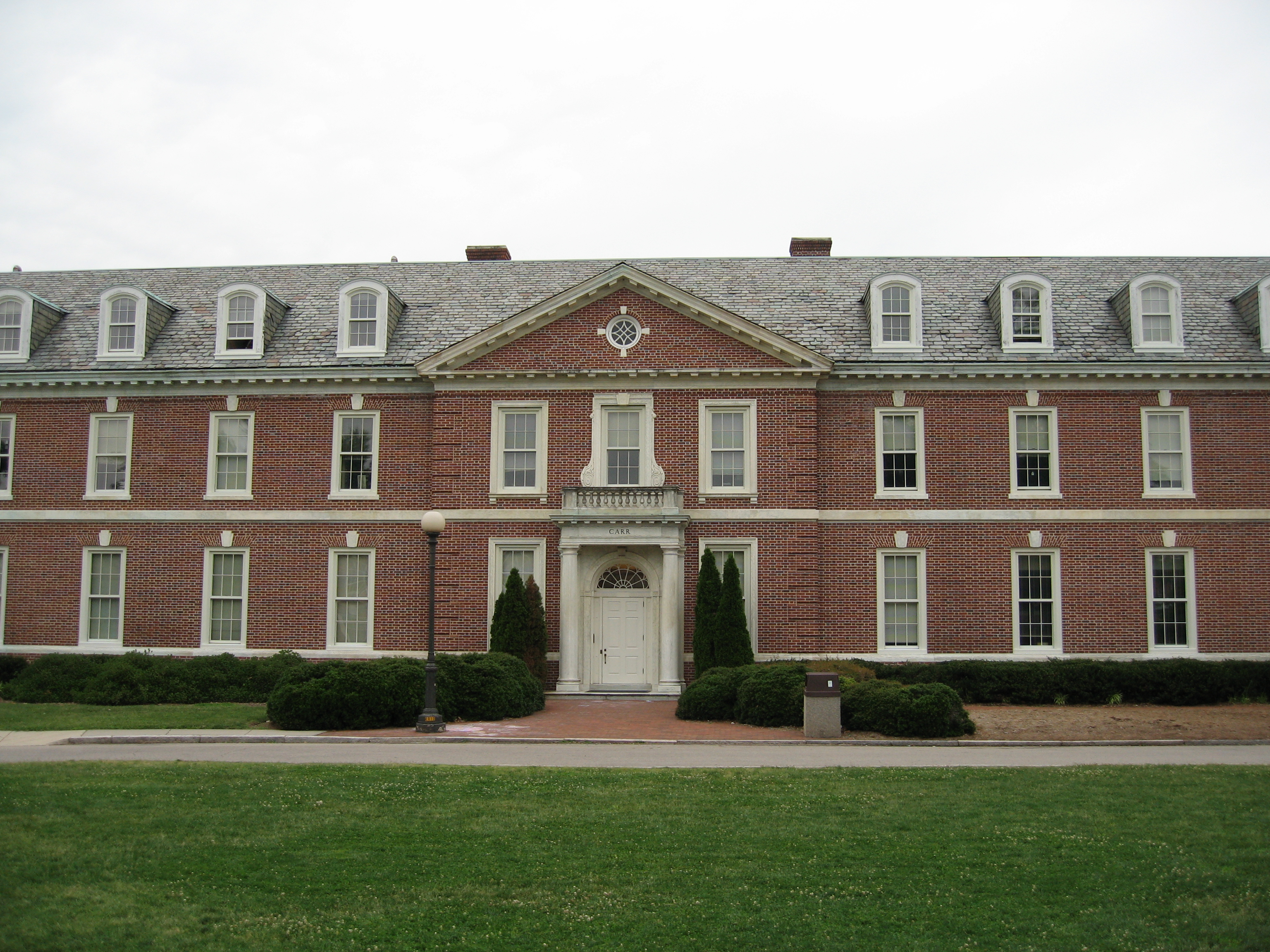
Carr Building (1927).
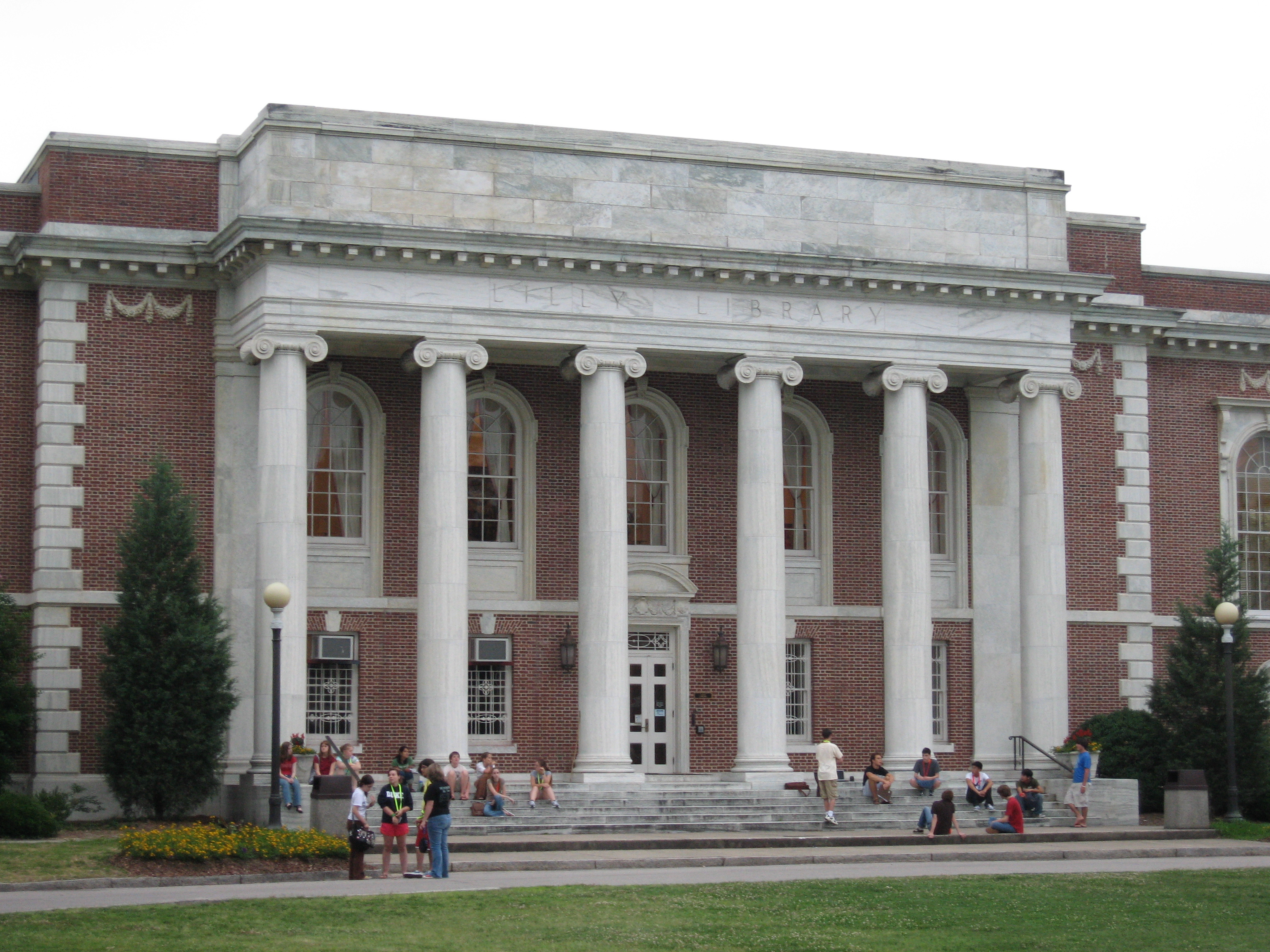
Lilly Library (1927).
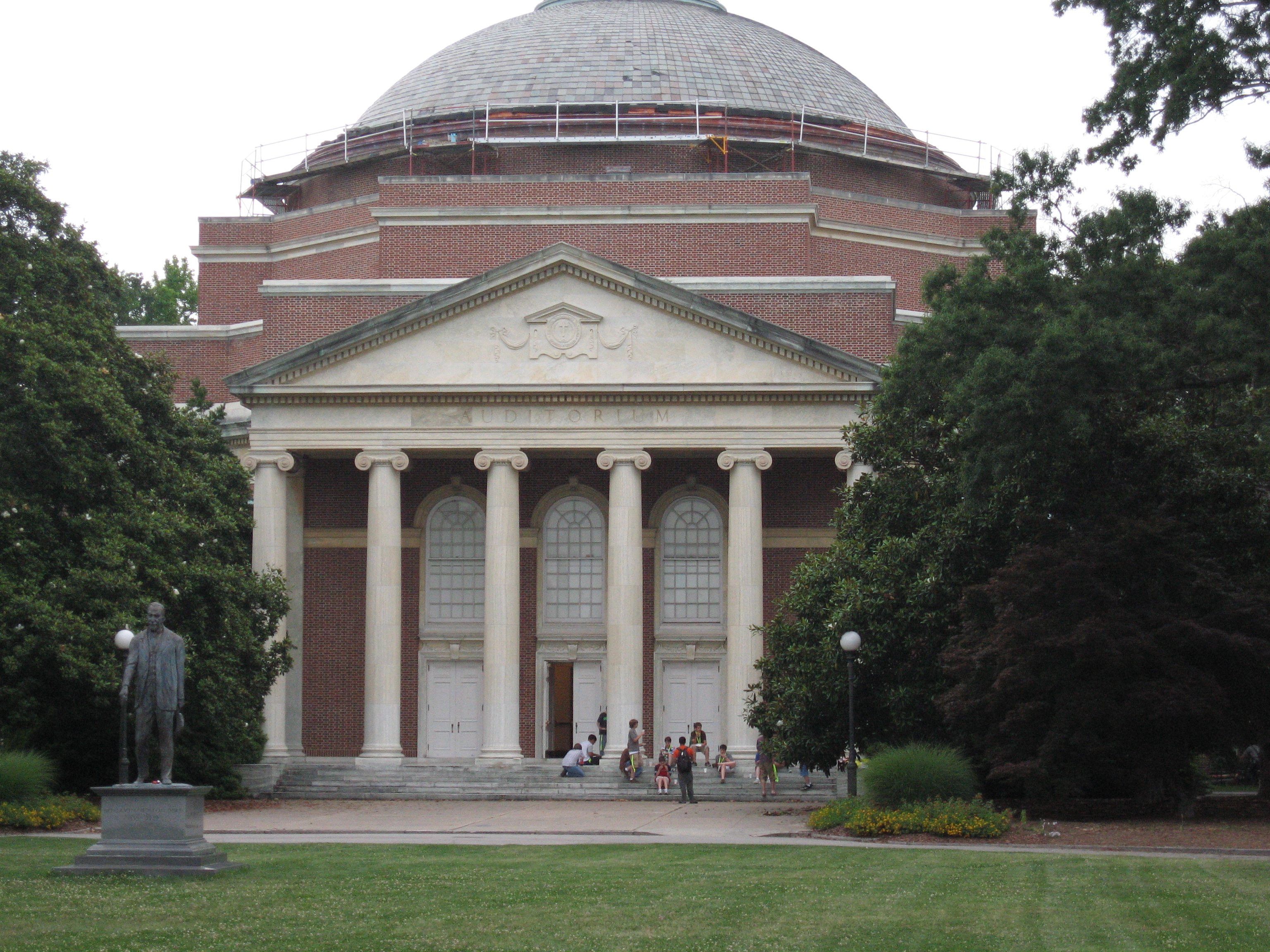
Baldwin Auditorium (1927).

Westlich des alten Trinity College entstand auf einem neu erschlossenen Waldgebiet der West-Campus für Männer im Stile der Neogotik. Als Baumaterial dient hier ein schieferartiger vulkanischer Stein aus einem nahegelegenen Steinbruch, der in über zehn verschiedenen Farbtönen vorkommt. Die Verzierungen wurden aus hellem Sandstein gefertigt. Die teilweise miteinander verbundenen Gebäude bilden zwei offene langgezogene Rechtecke in Nord-Süd-Ausrichtung, abgeschlossen mit dem Crowell Building im Süden und dem Davison Building im Norden, dessen Türme der Kirche von St Buryan in Cornwall beziehungsweise der Rockefeller Hall des Bryn Mawr College nachempfunden sind. In der Mitte des West-Campus verbindet die Duke Chapel als zentrales Bauwerk die beiden Rechtecke und überragt mit ihrem 64 Meter hohen Glockenturm den Campus.
Weiter südlich des West-Campus entstand weiterhin das Wallace Wade Stadium (1929, American Football) und das Cameron Indoor Stadium (1939, Basketball).

West-Campus der Duke University
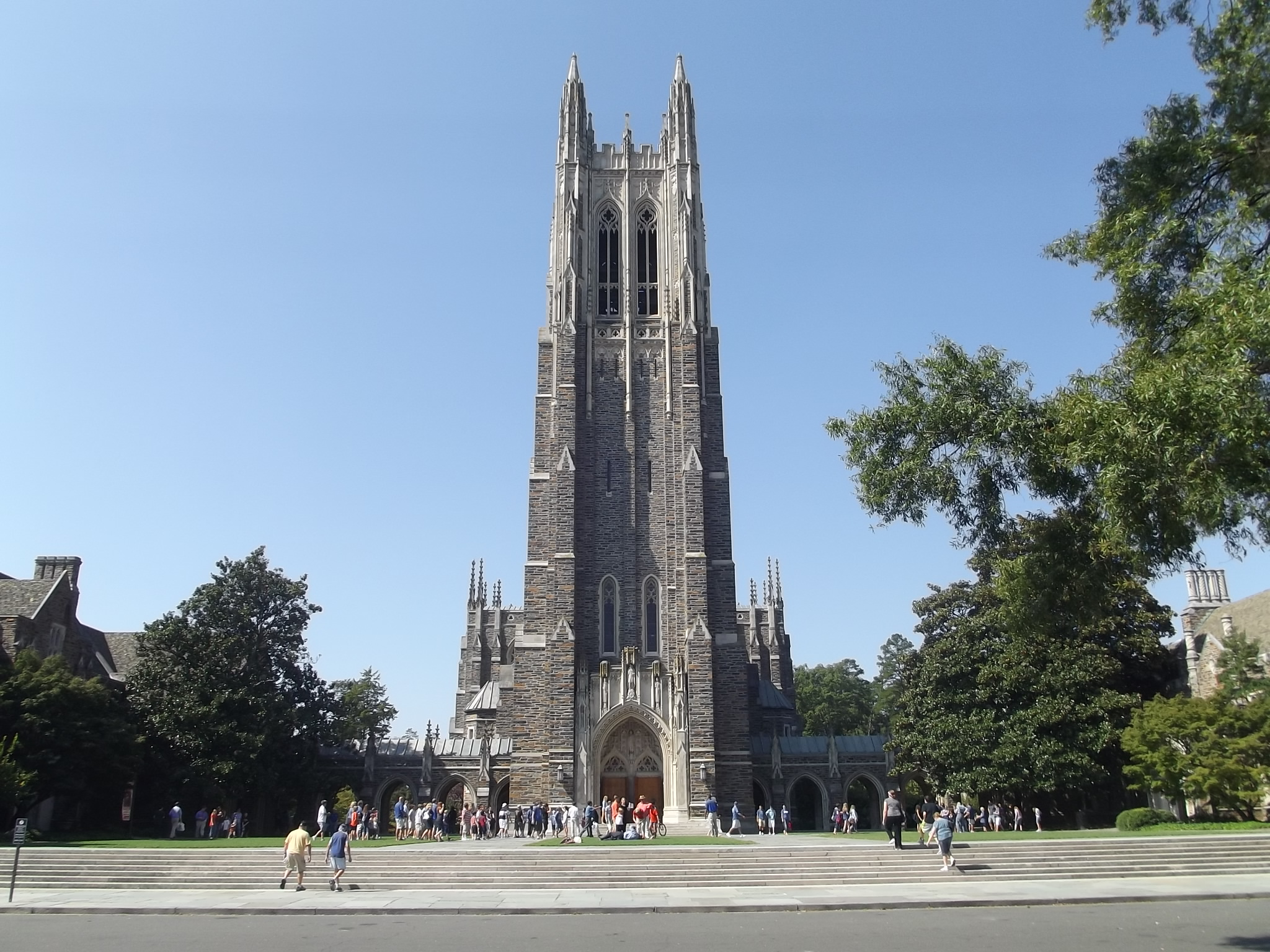
Die von Julian F. Abele entworfene Duke Chapel, eingeweiht 1935.
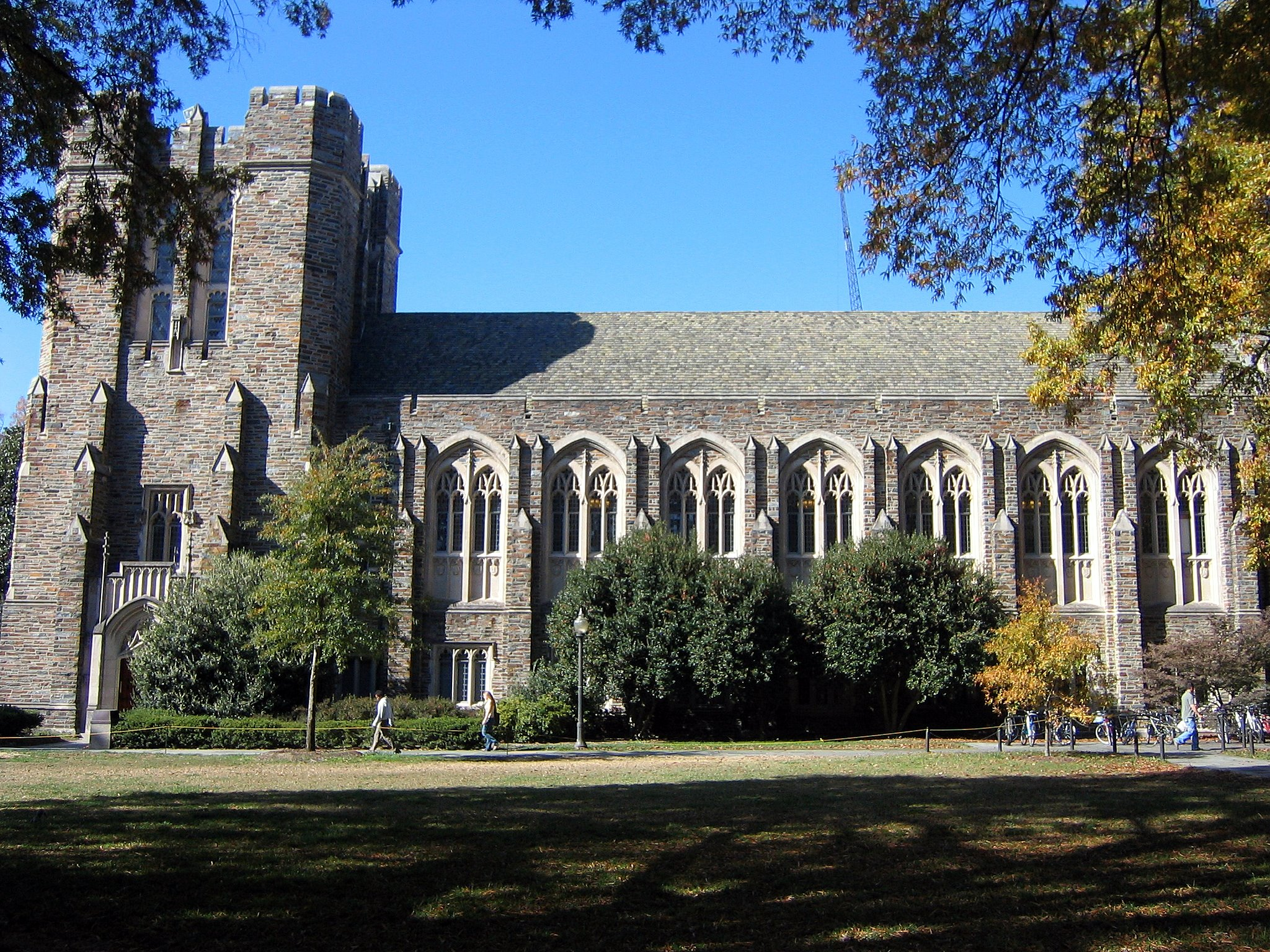
Perkins Library (1927).
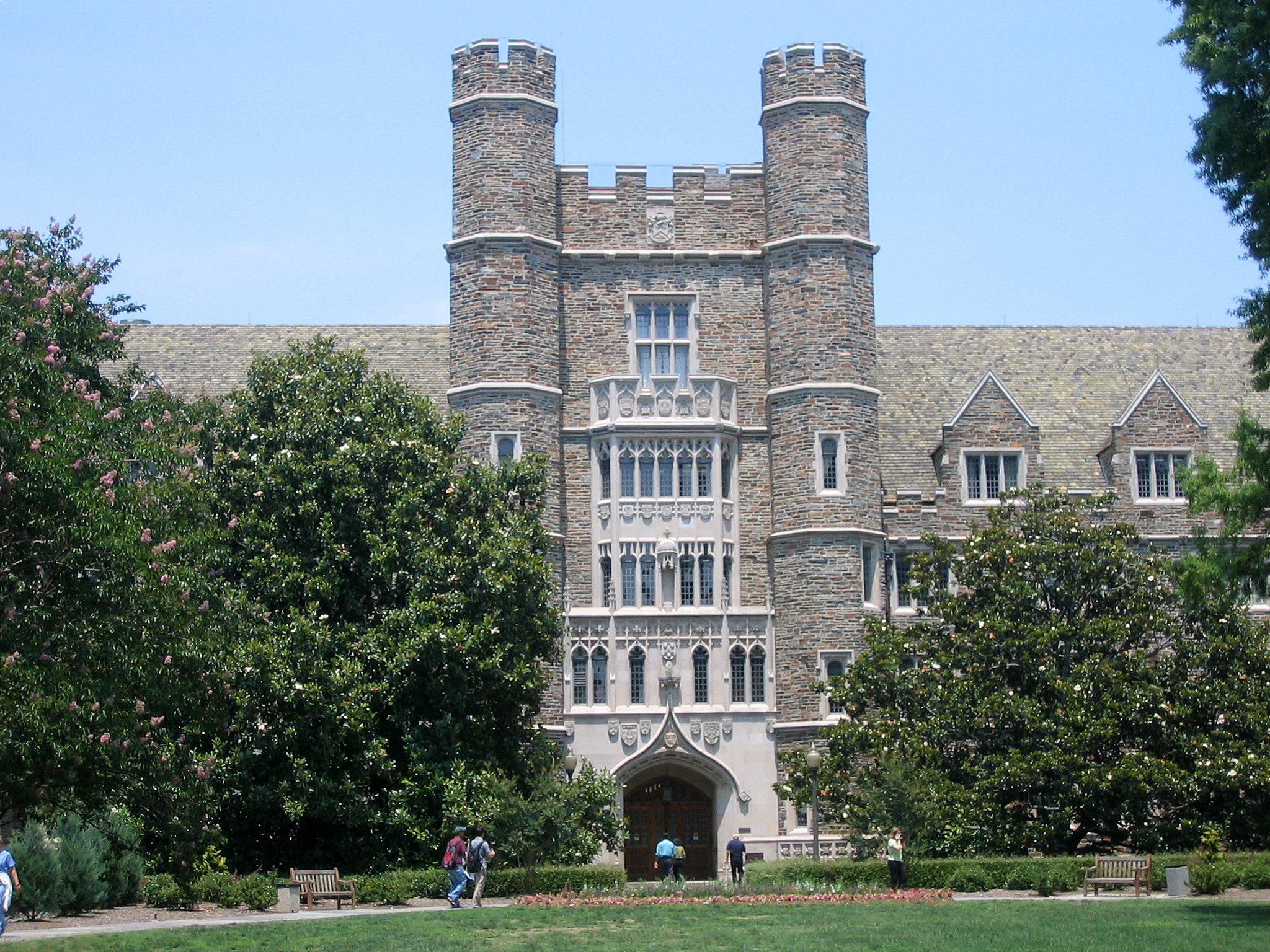
Davison Building, ehemaliger Haupteingang zum Medical Center (1930).
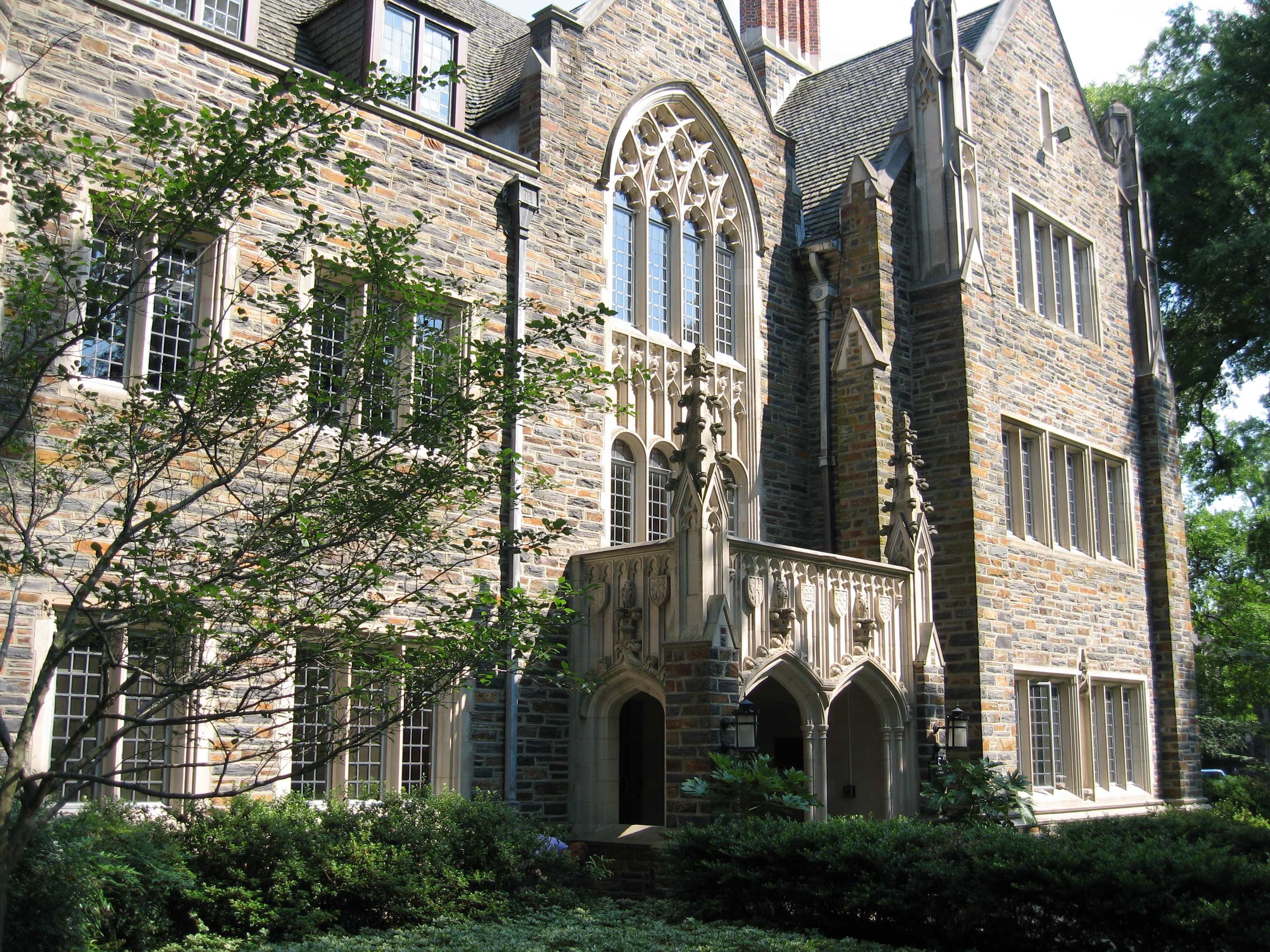
Allen Administrative Building (1952).